# Irdning-Donnersbachtal
Irdning-Donnersbachtal är en kommun i  distriktet Liezen i förbundslandet Steiermark i Österrike. Kommunen bildades 1 januari 2015 genom en sammanslagning av kommunerna Irdning, Donnersbach och Donnersbachwald. Huvudort är Irdning. 
Kommunen består av 15 orter (Ortschaften) (inom parentes invånarantal 1 januari 2024):

- Altirdning (483)
- Bleiberg (109)
- Donnersbach (282)
- Donnersbachwald (281)
- Erlsberg (343)
- Falkenburg (1 068)
- Fuchsberg (21)
- Furrach (40)
- Ilgenberg (132)
- Irdning (899)
- Kienach (80)
- Planneralm (8)
- Raumberg (270)
- Ritzenberg (49)
- Winklern (137)